# Octave Grillaert
Octave César Charles Albert Ghislain Grillaert (Nijvel, 27 januari 1905 – Etterbeek, 28 januari 1979) was een Belgisch componist en dirigent.
Zijn grootvader was directeur van een muziekschool. Ook zijn vader Joseph Albert (Jozef) Gruillaert zat in de muziek, hij was trompettist bij het Régiment des Guides, en leraar/professor aan de muziekschool in Nijvel en het Koninklijk Conservatorium Brussel. Moeder was Hélene Palmyze Charlotte Octavie Joséphine Ghislaine Dusausoy.
Grillaert kreeg zijn eerst muziekopleiding binnen de familie en die muziekschool in Nijvel. Hij ging in de leer bij Paulin Marchand en Ferdinand Goeyens. Hij bespeelde piano, cello en saxofoon. Hij schreef uiteindelijk tal van composities binnen allerlei genres. Zo zijn daar operettes in het Frans, maar ook in het Waals dialect (Le goûter marimonial, Petite princesse, Scaramouche, Miss Lulu, Ene famiye de supporters) en liederen (Venez Tchanter-Melodies Nivelloises). Ook in Nederland was hij enigszins bekend, de Ramblers speelden zijn muziek weleens. Als uitvoerend musicus was hij pianist bij Nationaal Instituut voor de Radio-omroep (NIR) en ook dirigent van allerlei gezelschappen op het gebied van klassieke muziek en jazz. Hij schreef muziek onder een tekst van Ferdinand Servais gaande over Netta Duchâteau, Miss België (1930) en Miss Universe (1931).
Nijvel kent een sinds 2007 een Rue Octave Grillaert.  Er is een plaquette met zijn naam aangebracht op zijn voormalige woning aan de Rue Louis Hap 35 in Etterbeek, waar hij vanaf 1958 woonde.
- Bibsys: 14043976
- Bibliothèque nationale de France: cb163607251 (data)
- International Standard Name Identifier: 0000 0004 6468 3808
- Virtual International Authority File: 286149066357565600736